# Winternight Tragedies
Winternight Tragedies è il sesto album in studio del gruppo metal finlandese Catamenia, pubblicato nel 2005.

## Tracce
1. The Heart of Darkness – 5:03
2. Verikansa – 4:53
3. Strength and Honor – 5:07
4. The Crystal Stream – 3:54
5. Kaamos Warrior – 3:53
6. My Blood Stained Path – 4:54
7. Perintö Pohjolan – 5:00
8. Iced Over – 5:24
9. The Ancient – 5:46
10. Fuel for Hatred (Satyricon cover) – 3:32